# 獠人族
獠人族，又稱三指獠人，是傳說中居住在台灣山林深處的怪人族，習慣在樹上生活。

## 外觀與能力
獠人族生活在台灣的深山裡，他們的身形畸形、雙手就像尖銳的三指鳥爪，擅長在樹梢間飛盪移動。

## 生活
獠人族住在建造在樹上的樹屋裡，大多數的時間都在樹上度過，雖然也會在地上種植穀物，但收成後也是存放在樹洞內。此外，獠人族還擅長射箭，會以弓箭攻擊入侵他們領域的任何外來者。

## 現代研究
從在山林生活、善於射箭、在樹上活動等特徵可以判斷，獠人族很有可能是早期漢人對台灣深山原住民混合猿猴和鳥類的妖魔化形象。